# حيدالحصان (الطفة)

تعديل مصدري - تعديل

حيدالحصان هي إحدى قرى عزلة ال هياش بمديرية الطفة التابعة لمحافظة البيضاء، بلغ تعداد سكانها 111 نسمة حسب تعداد اليمن لعام 2004.